# Black Widow (Natasha Romanova)
Black Widow (tiếng Nga: Чёрная вдова) (Natalia Alianovna "Natasha" Romanova, còn gọi là Natasha Romanoff) là một nhân vật siêu anh hùng hư cấu xuất hiện trong truyện tranh của Mỹ, xuất bản bởi Marvel Comics. Nhân vật được tạo bởi Stan Lee, Don Rico, và Don Heck, xuất hiện lần đầu tiên trong Tales of Suspense No. 55 (tháng 4 năm 1964). Cô được giới thiệu đầu tiên với vai trò là một gián điệp của Nga. Sau đó, cô đã trốn sang Mỹ, trở thành thành viên của S.H.I.E.L.D., và là thành viên của nhóm siêu anh hùng Avengers.

## Tiểu sử
Ngoại hình xinh đẹp, nóng bỏng của Black Widow khiến kẻ địch không hề nghi ngờ cô là sát thủ. Cô không hề có siêu năng lực, chủ yếu có võ nghệ cao cường với những pha ra đòn đẹp mắt.

## Ngoài truyện tranh

Scarlett Johansson thủ vai Natasha Romanoff trong phim Người Sắt 2.

Nhân vật Black Widow do Scarlett Johansson thủ vai trong phim Iron Man 2 (2010), The Avengers (2012), Captain America: The Winter Soldier (2014), Avengers: Age of Ultron (2015), Captain America: Civil War (2016), Avengers: Infinity War (2018) và Avengers: Endgame (2019).
Black Widow có nhiều đóng góp trong những bộ phim của Vũ trụ Điện ảnh Marvel. Trong phim Avengers: Endgame, cô đã hi sinh mạng sống của mình để giúp Hawkeye lấy được Viên đá Linh hồn ở hành tinh Vormir.